# 6月10日 (旧暦)
旧暦6月10日（きゅうれきろくがつとおか）は、旧暦6月の10日目である。六曜は先負である。

## できごと
- 天保14年（グレゴリオ暦1843年7月7日） - 江戸幕府が町奉行・鳥居耀蔵らに印旛沼開墾を命じる
- 文久3年（グレゴリオ暦1863年7月25日） - 仏英米蘭の代表が横浜で会合し、長州藩の攻撃を決議
- 慶応3年（グレゴリオ暦1867年7月11日） - 徳川慶喜が新選組を幕臣とする

## 誕生日
- 寛元元年（ユリウス暦1243年6月28日） - 後深草天皇、89代天皇（+ 1304年）
- 寛永5年（グレゴリオ暦1628年7月11日） - 徳川光圀（水戸黄門）[1]、2代水戸藩主（+ 1700年）
- 安永6年（グレゴリオ暦1777年7月14日） - 田能村竹田、南画家（+ 1835年）
- 天保7年（グレゴリオ暦1836年7月23日） - 山岡鉄舟、幕臣（+ 1888年）
- 天保9年（グレゴリオ暦1838年7月30日） - 村田経芳、陸軍軍人、村田銃の開発者（+ 1921年）
- 天保11年（グレゴリオ暦1840年7月8日） - 岩村通俊、政治家（+ 1914年）

## 忌日
- 寛仁元年（ユリウス暦1017年7月6日） - 源信（恵心僧都）、天台宗の僧（* 942年）
- 文久3年（グレゴリオ暦1863年7月25日） - 緒方洪庵、蘭学者・医学者（* 1810年）